# Sophie Perez
Sophie Perez est une metteuse en scène, plasticienne et scénographe française née en 1967. Elle dirige la compagnie du Zerep qu'elle a fondée en 1998 et se distingue par le caractère transgressif de ses spectacles.

## Biographie

### Jeunesse et formation
Diplômée de l’ESAT en 1990, Sophie Perez est admise l’année suivante comme pensionnaire à la villa Médicis en scénographie à seulement 23 ans. Elle travaille comme assistante avec Jean-Paul Chambas et Carlo Tomasi sur des productions à l’Opéra Bastille, l’Opéra Comique, l’Opéra de Lyon...
Sophie Perez signe les scénographies de plusieurs mises en scène de Frédéric Bélier-Garcia : Liliom de Ferenc Molnar, Yaacobi et Leidental, joué au Théâtre du Rond-Point en 2010, Yakich et Poupatchée de Hanokh Levin, La Princesse transformée en steak-frites d’après Christian Oster.
Pour Jean-Michel Ribes, elle signe la scénographie de son spectacle Par-delà les marronniers créé en mars 2016 au théâtre du Rond-Point.

### Le Zerep
Elle fonde la compagnie du Zerep en 1997 et se lance dans la mise en scène de ses propres spectacles (dont elle conçoit les scénographies) où se chevauchent les styles, les genres, entre danse et performance.
Depuis 2001, le Zerep s’articule autour d’un cercle de permanents. Les comédiens Sophie Lenoir et Stéphane Roger, rejoints selon les projets par Gilles Gaston-Dreyfus, Françoise Klein, et Marlène Saldana ; mais aussi Xavier Boussiron (musicien et plasticien), Marie-Pierre Brébant (musicienne), Daniel Mestanza (sculpteur) et Corine Petitpierre (plasticienne).
Sophie Perez produit de nombreuses pièces depuis Mais où est donc passée Esther Williams ? en 1998 (lauréate de la Fondation Beaumarchais). Elle met notamment en scène Leutti en 2001 (conférence à propos des obsessions nerveuses), Enjambe Charles en 2009, Le Coup du cric andalou en 2004 (pièce pour en finir avec le cabaret) ou Bartabas Tabasse, mais revisite aussi des textes d'auteurs comme Alfred de Musset avec Laisse les gondoles à Venise (d’après Lorenzaccio) en 2005, ou Witold Gombrowicz dans Gombrowiczshow en 2008 qui dresse une fresque scénique de l’écrivain polonais à partir de son roman Les Envoûtés.
À l'invitation d'Olivier Dubois, elle participe à la conception de Faune(s) avec Christophe Honoré, Xavier Boussiron et Dominique Brun.
Invités, en 2009, à participer à l’exposition Le Festival au Centre Pompidou, Sophie Perez et Xavier Boussiron réalisent Beaubourg-la-Reine. Ils conçoivent une pièce originale qui sera exposée comme un objet à visiter dans lequel se succèderont des invités comme Philippe Katerine, Arnaud Labelle-Rojoux, Forced Entertainment, Claudia Triozzi, Doris Uhlich...
En décembre 2010, Sophie Perez présente Deux Masques et la Plume, qui dresse les autoportraits de Sophie Lenoir et Stéphane Roger, acteurs piliers du Zerep.
À Nanterre-Amandiers, elle présente Biopigs en 2015, puis Babarman, mon cirque pour un royaume en 2017. En 2018 Purge Baby Purge et Les Chauves-souris du volcan au centre Pompidou.
En 2018, la compagnie du Zerep est invitée pour l’ouverture de Kanal à Bruxelles à présenter une série de performances. Pour l’édition 2019 de la Nuit blanche, Sophie Perez propose une déambulation avec char et spectacle Muchos Kilometros.

## Spectacles

### Mise en scène
- 1998 : Mais où est donc passée Esther Williams ? de Sophie Perez, Cie du Zerep, Paris-Quartier d'été
- 2001 : Détail sur la marche arrière de Sophie Perez
- 2002 : Leutti de Sophie Perez, Cie du Zerep
- 2004 : El coup du cric andalou de Sophie Perez, Cie du Zerep
- 2005 : Laisse les gondoles à Venise d'après Alfred de Musset mise en scène Sophie Perez, Cie du Zerep
- 2005 : Figaro d'après Beaumarchais, de Sophie Perez
- 2007 : Enjambe Charles de Sophie Perez et Xavier Boussiron, Cie du Zerep
- 2007 : Faire-mettre de Sophie Perez et Xavier Boussiron, Cie du Zerep
- 2008 : Gombrowiczshow de Sophie Perez et Xavier Boussiron d'après Witold Gombrowicz, Cie du Zerep, Théâtre national de Chaillot
- 2010 : Deux masques et la plume de Sophie Perez et Xavier Boussiron, Cie du Zerep
- 2011 : Oncle Gourdin de Sophie Perez et Xavier Boussiron, Cie du Zerep, Festival d'Avignon, Théâtre du Rond-Point
- 2011 : Écarte la gardine, tu verras le proscénium, de Sophie Perez et Xavier Boussiron, Cie du Zerep, actOral Marseille
- 2011 : Faire mettre (acte 2) de Sophie Perez et Xavier Boussiron, Cie du Zerep,
- 2013 : Broute solo de Nathalie Quintane mise en scène de Sophie Perez et Xavier Boussiron
- 2013 : Prélude à l'agonie de Sophie Perez et Xavier Boussiron, Cie du Zerep, Théâtre du Rond-Point, Les Subsistances
- 2015 : Biopigs de Sophie Perez et Xavier Boussiron, Cie du Zerep, Théâtre Nanterre-Amandiers, Théâtre du Rond-Point
- 2014 : Le Sabot de Sapin, de Sophie Perez et Xavier Boussiron
- 2016 : Le Piège à loup de Sophie Perez et Xavier Boussiron, Cie du Zerep, Ménagerie de verre[11]
- 2017 : La Baignoire de velours de Sophie Perez et Xavier Boussiron, Cie du Zerep
- 2017 : Babarman, mon royaume pour un cirque de Sophie Perez et Xavier Boussiron, Cie du Zerep, Théâtre Nanterre-Amandiers
- 2018 : Purge, Baby, Purge de Sophie Perez et Xavier Boussiron d'après Georges Feydeau, Cie du Zerep, Théâtre Nanterre-Amandiers[12]
- 2018 : Les Chauves-Souris du volcan de Sophie Perez, Cie du Zerep, Charleroi/Danses, Centre Georges Pompidou
- 2019 : Muchos Kilometros de Sophie Perez et Xavier Boussiron, La Nuit Blanche
- 2021: La Meringue du souterrain de Sophie Perez[13]
- 2022 : La vengeance est un plat de Sophie Perez[14]

### Scénographe
- 2008 : Yaacobi et Leidental d'Hanoch Levin, mise en scène Frédéric Bélier-Garcia, Nouveau théâtre d'Angers
- 2009 : Liliom ou La Vie et la mort d’un vaurien de Ferenc Molnár, mise en scène Frédéric Bélier-Garcia, Nouveau théâtre d'Angers, Théâtre des Treize Vents, Nouveau Théâtre de Montreuil
- 2010 : Yakich et Poupatchée d'Hanoch Levin, mise en scène Frédéric Bélier-Garcia, Nouveau théâtre d'Angers, Théâtre du Nord, Nouveau Théâtre de Montreuil, Théâtre La Criée
- 2011 : La Princesse transformée en steak-frites de Christian Oster, mise en scène Frédéric Bélier-Garcia, Nouveau théâtre d'Angers, Théâtre du Rond-Point, Théâtre La Criée

- 2016 : Par-delà les marronniers, de et mise en scène Jean-Michel Ribes, Théâtre du Rond-Point
- 2021: Showgirl de Marlène Saldana et Jonathan Drillet